# Liza persicus
Liza persicus är en fiskart som först beskrevs av Senou, Randall och Okiyama, 1995.  Liza persicus ingår i släktet Liza och familjen multfiskar. Inga underarter finns listade i Catalogue of Life.